# Zdeněk Měřínský
Zdeněk Měřínský (* 16. Januar 1948 in Jihlava; † 9. September 2016) war ein Professor für slawische Archäologie und Leiter des Instituts für Archäologie und Museumswissenschaften der Philosophischen Fakultät der Masaryk-Universität in Brünn. 

## Leben
1967–1975 studierte er an der Masaryk-Universität in Brünn Ethnographie und Vorgeschichte. 1974–1989 wirkte er am Archäologischen Institut in Brünn der Tschechoslowakischen Akademie der Wissenschaften, 1989–1992 im Mährischen Landesmuseum, ab 1992 am Historischen Institut der Masaryk-Universität. Er habilitierte sich 1996 und ab 1999 leitete er das Institut für Archäologie und Museumswissenschaften der Masaryk-Universität. Im Jahre 2000 wurde er von Präsident Havel zum Professor für slawische Archäologie ernannt.